# Stipa przewalskyi
Stipa przewalskyi är en gräsart som beskrevs av Roman Julievich Roshevitz. Stipa przewalskyi ingår i släktet fjädergrässläktet, och familjen gräs. Inga underarter finns listade i Catalogue of Life.